# 신라명과
신라명과(新羅銘菓, Shilla Myunggua Co., Ltd.)는 대한민국 베이커리 전문회사 중에 하나로 1984년에 설립하였다. (주)신라명과는 1978년 삼성그룹의 호텔 신라 제과 사업부로 발족한 이후 별도의 베이커리 전문 업체로 독립한 이래 국내 고급 베이커리 시장을 이끄는 선도 브랜드로 성장해왔다. 
(주)신라명과는 빵, 쿠키, 선물류 등 기업특판, 급식, 온라인 쇼핑몰을 운영하고 있는 베이커리 전문회사이다. 또한 신라명과는 특허받은 탕종법[특허번호:1-199-002289-4]을 이용해 여러 제품군에 대응하고 있다.

## 회사연혁
- 2025: 증평공장 신설
- 2019: 탕종도우를 이용한 식빵 제조법 특허
- 2018: 탕종 제조방법 특허
- 2017: 본사 FSSC22000 및 ISO22000 인증
- 2015: 본사 HACCP 인증 ㅣ 경기도 성실납세자 인증 ㅣ                                                               제4회 아시아 로하스 산업대전 농림축산식품부장관상 수상
- 2014: 본사(안양공장) 화재로 인한 전면 시설 개보수 및 증축 ㅣ 가족친화인증기업 연장
- 2013: 노동부 강소기업 선정
- 2011: 여성가족부 가족친화인증기업 선정
- 2010: G20 정상회의 납품업체 선정
- 2007: 저온숙성생지 해외수출시장진출(미국, 캐나다, 일본 costco)

노동부 인정"노사문화우수기업"지정(2007.9.18)
신규브랜드 Italian bakery cafe bar 
"FOCACCINO" 1호 사당역점 OPEN
- 2006: 3월: 홈페이지 (SHILLABAKERY.COM) 리뉴얼 오픈
- 2005: 안양공장 증설

무재해 10배수 달성 표창장 수상
ERP 시스템/그룹웨어 도입
기술 교육원 노동부 인정 
교육기관 승인
HACCP (위해요소중점관리)우수 식품업체 지정
- 2004: 고속철도 부산역, 동대구역, 대전역, 서대전역 입점(평가 1위) ㅣ 임금 협상 노사간 3년 연속 무교섭 타결

- 2003: 한국 능률협회 주관 소비자 안전대상 수상ㅣ 멀티샵 1호점 OPEN MUFFIN & DONUTS OPEN

- 2002: CAKE & ESPRESS (케이크 전문점) OPEN ㅣ 대표이사 '은탑 산업훈장' 수상 임금협상 노사간 무교섭 타결

- 2001: 스포츠서울 'TOP브랜드' 선정 ㅣ "대한민국 제과 명장" 수상

- 2000: 능률협회 선정 우수 프랜차이즈 브랜드상 3년 연속 수상

초콜렛 신규 브랜드 '라비두스' 개발
치즈케이크 스포츠서울 하반기 히트상품 선정
- 1999: 능률협회 선정 우수 프랜차이즈 브랜드상 2년 연속 수상

세계속의 명가명품 선정제과 부문 '저온숙성빵' (일간스포츠)
시폰케이크 스포츠서울, 일간스포츠 선정 히트 상품상
- 1998: 능률협회선정 '우수 프랜차이즈 브랜드상' 수상
- 1996: 저온숙성빵 TV 광고 '소비자가 뽑은 좋은 광고상' 수상
- 1995: 국내 최초 저온숙성빵 전용라인 설치 완료(즉석빵 체제전환) ㅣ 전매장 저온숙성빵 확대 공급

- 1992: 프랑스 에디아르사(HEDIARD)와 기술제휴 ㅣ 경남 창녕 제2공장 가동 제과업계최초로 자동주문시스템 도입

- 1991: 경남 창녕 제2공장 건설착공, 남부사업부 발족
- 1988: 기업이미지 쇄신을 위한 CI착수
- 1984: 법인 분리, 별도 회사 설립 (주)신라명과 안양공장 준공, 이전 완료
- 1983: 주식회사 신성(임대사업)
- 1978: Hotel Shilla 제과사업부 설립(호텔신라명과)

## 파트너
- 대형유통할인점 : COSTCO(코스트코), IKEA(이케아), VIC Market(빅마켓)
- 편의점 : BGF retail
- 급식전문 : 삼성웰스토리, CJ프레시웨이, 현대그린푸드, 대상주식회사
- 베이커리전문점 : Bread&co.(브레댄코), VEZZLY(베즐리), (주)피쉐프코리아
- 커피전문점 : HOLLYS COFFEE(할리스커피), Angel-in-us.(엔젤리너스)
- 온라인쇼핑몰 : coupang(쿠팡), TMON(티몬), 위메프, KaKao(카카오), HOME&SHOPPING(홈앤쇼핑), INTERPARK(인터파크), NAVER(네이버), 11번가, AUCTION.(옥션), ONEstore(원스토어), SHINSEGAE(신세계), 롯데홈쇼핑, 롯데마트, E:LAND MALL(이랜드몰), 동원 F&B, 다이소, gifticon(비즈콘), 공영쇼핑, NS홈쇼핑, NH(농협)

## 같이 보기
- 크라운베이커리
- 파리바게뜨
- 뚜레쥬르
- 빵굼터